# آدولف دیستروگ
آدولف دیستروگ (انگلیسی: Adolph Diesterweg; زاده ۲۹ اکتبر ۱۷۹۰ – درگذشته ۷ ژوئیهٔ ۱۸۶۶) یک آموزگار اهل آلمان بود.